# 斯坦尼斯瓦夫·科瓦爾斯基
斯坦尼斯瓦夫·科瓦爾斯基（波蘭語：Stanisław Kowalski；1910年4月14日—2022年4月5日），波兰超級人瑞及运动员，因在105歲時參加世界大师田径协会新設的男子105—109歲組別100米短跑、铅球、铁饼項目比賽而知名。

## 早年生活
科瓦爾斯基於1910年4月14日生於隸屬俄羅斯帝國的波蘭會議王國聖十字省羅戈韋克，母親活到99歲。他於結婚後移居到同省的布熱伊尼察。1952年由於軍事訓練基地擴建，他搬到位於下西里西亞省的大克日德利納的新家，並於當地經營小農場及任職鐵路巡綫員，數十年來風雨不改騎自行車上班。1979年退休並遷往希维德尼察後，他直到90多歲時還經常騎自行車前往離家十多公里远的墓園祭祀亡妻。

## 運動員生涯
2014年5月10日，104歲26天的科瓦爾斯基於弗罗茨瓦夫以32.79秒成績完成男子100歲以上組合100米短跑，刷新由96歲男子創下的歐洲紀錄，次於日本男子宮崎秀吉於2010年10月3日（宮崎當時100歲11天）的29.83秒世界紀錄。他於此次比賽中成為全歐洲最年長的田徑選手。
2015年6月28日，他於托伦參加波蘭老兵冠軍賽（Polish Veterans Championships）。當時他年屆105歲，世界大師田徑協會為他設立新的「男子105—109歲」組別。當天他以34.50秒完成100米賽跑，並分別在铅球和铁饼項目創下4.27米（14尺0寸）和7.50米（24尺7¼寸）成績。此次參賽，他超越104歲320天的約翰·惠特莫爾成為世上最年長的短跑運動員。同年9月23日，剛滿105歲的宮崎秀吉成為第二位以「男子105—109歲」組別參賽的田徑選手。雖然科瓦爾斯基比宮崎年長77天，但吉尼斯世界纪录卻認證宮崎為「最老的田徑運動員」。科瓦爾斯基曾表示想在2019年再報名，但因健康問題而放棄。

## 長壽紀錄
科瓦爾斯基將長壽歸功於「從不看醫生」、「隨心所欲」、「不在晚上吃太飽」。2018年3月20日，生於1909年8月31日的約瑟夫·茹雷克（Józef Żurek）去世，他成為波蘭在世最年長男性。他於2020年4月14日迎來110歲生日，成為超級人瑞及波蘭史上首位活到110歲的非移民男性。2022年1月18日，西班牙男子薩圖尼諾·德拉富恩特（Saturnino de la Fuente）離世後，他進一步成為在世最年長歐洲男性。
科瓦爾斯基於同年4月5日過世，享嵩壽111歲356天，離112歲生日還差九天。他去世時有4名子女、8位孫子、9位曾孫和5位玄孫。他曾是在世第五年長男性，僅次於胡安·比森特·佩雷斯（Juan Vicente Pérez）、德利奧·文圖羅蒂（Delio Venturotti）、尤西比奧·金特羅·洛佩斯（Eusebio Quintero López）、埃夫拉因·安東尼奧·里奧斯·加西亞（Efraín Antonio Ríos García）。